# Stora Bårnholm
Stora Bårnholm är en ö nära Pensar i Nagu,  Finland. Den ligger i Skärgårdshavet i Pargas stad i den ekonomiska regionen  Åboland i landskapet Egentliga Finland, i den sydvästra delen av landet. Ön ligger omkring 3 kilometer väster om Pensar, 10 kilometer sydost om Nagu kyrka, 35 kilometer söder om Åbo och omkring 160 kilometer väster om Helsingfors. Närmaste allmänna förbindelse är förbindelsebryggan vid Pensar som trafikeras av M/S Nordep.
Öns area är 15,4 hektar och dess största längd är 0,5 kilometer i öst-västlig riktning.